# Adesmia axillaris
Adesmia axillaris är en ärtväxtart som beskrevs av Rodolfo Amando Philippi. Adesmia axillaris ingår i släktet Adesmia och familjen ärtväxter. Inga underarter finns listade i Catalogue of Life.